# Morton Prince

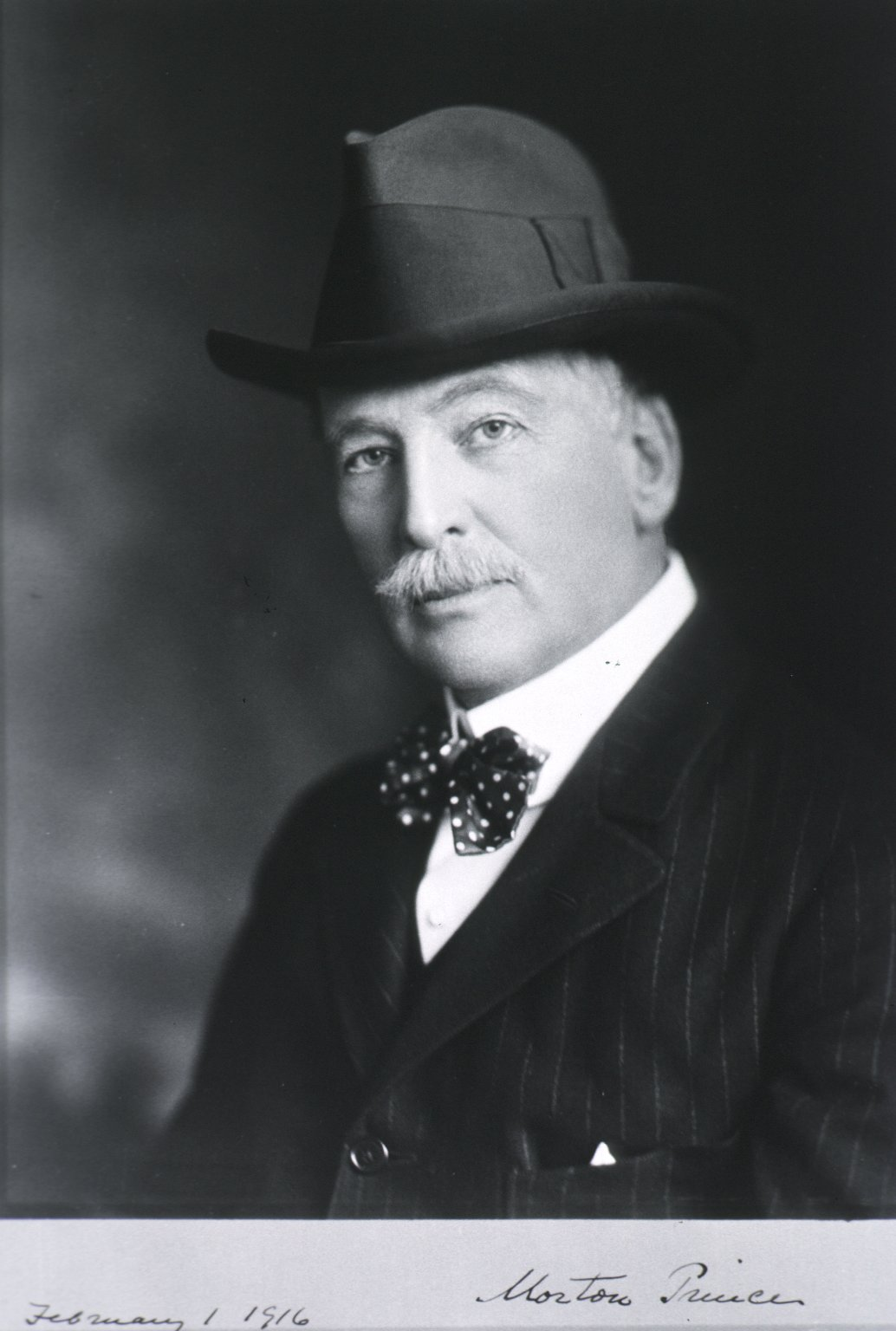
Morton Prince

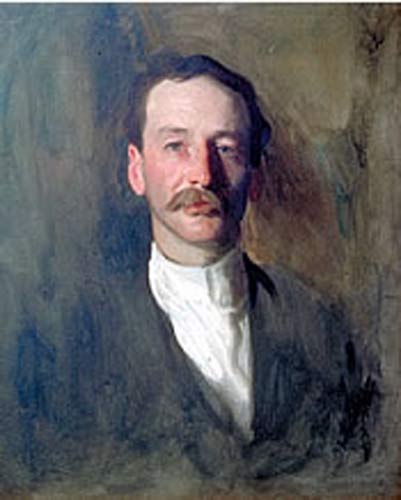
Morton Prince

Morton Henry Prince (ur. 21 grudnia 1854 w Bostonie, zm. 31 sierpnia 1929 w Bostonie) – amerykański lekarz, neurolog i psychiatra. Jeden z założycieli czasopisma "Journal of Abnormal Psychology" w 1906 roku i jego wieloletni redaktor. Utworzył Harvard Psychological Clinic w 1927.
Publikował głównie o zaburzeniach dysocjacyjnych i osobowości mnogiej.

## Wybrane prace
- The dissociation of a personality. New York: Longmans, Green, & Co. 1906
- My life as a dissociated personality, by B.C.A. Prince, M (Ed.). Boston: R. G. Badger. 1909
- The psychology of the Kaiser: a study of his sentiments and his obsessions. London: Unwin Ltd. 1915
- Clinical and experimental studies in personality. Cambridge, MA: Sci-Art. 1929
- Psychotherapy and multiple personality: selected essays. Hale, Jr., N. G. (Ed.). Cambridge, MA: Harvard University Press. 1975 ISBN 0-674-72225-6